# Пено, Дамьен
Дамьен Пено (фр. Damian Penaud, родился 25 сентября 1996 года в Брив-ла-Гайард) — французский регбист, выступающий на позициях центра и винга за клуб «Клермон Овернь» и за сборную Франции. Сын регбиста Алена Пено.

## Биография

### Клубная карьера
Воспитанник школы клуба «Брив Коррез», где большую часть времени отыграл его отец Ален. С сезона 2015/2016 выступает за «Брив», дебютировал в том сезоне в чемпионате Франции, сыграв один матч в стартовом составе команды против «Ажена». В июле 2016 года включён в список из 30 кандидатов на попадание в сборную Франции на сезон 2016/2017.
Тренером клуба Франком Азема ставился в глубину обороны в отсутствие Реми Ламера и Уэсли Фофана (в том числе в те дни, когда из-за травмы Фофана не мог играть). Начав со скамейки запасных, Пено дошёл и до выхода в финале Кубка европейских чемпионов 2016/2017 года, вытеснив Орельена Ружери и Бенсона Стэнли. В полуфинале чемпионата Франции 2016/2017 против «Расинг 92» Пено вышел в стартовом составе и занёс первую попытку в матче, а затем заработал жёлтую карточку и заставил команду играть в меньшинстве. В финале против «Тулона» он участвовал в единственной результативной атаке команды с игры, которая увенчалась попыткой в исполнении Аливерети Рака, и в возрасте 20 лет стал чемпионом Франции. Утверждается, что место Пено в стартовом составе должен был занять изначально Орельен Ружери, однако в итоге Ружери сам довёл до тренера просьбу уступить его место Пено. В июне 2017 года Пено снова попал в заявку сборной Франции на новый сезон.
В сентябре 2017 года Пено продлил контракт с клубом до июня 2021 года. В сезоне 2018/2019 в связи с травмами ряда игроков (Аливерети Рака, Самюэль Эзеала и Питер Бетэм) и отсутствии глубины состава на свою позицию Пено был переведён из центра на позицию винга. В полуфинале сезона Топ 14 «Клермон Овернь» взял верх над «Лионом» 33:13, а Пено сыграл на правом фланге, занеся первую попытку и став лучшим игроком встречи. По итогам сезона он был выбран лучшим правым вингом Топ-14 по версии сайта Rugbyrama.

### Карьера в сборной
Впервые в сборную Франции Дамьен был вызван по решению Ги Нове перед турне по Южной Африке в июне 2017 года, во втором тест-матче против «Спрингбокс» он положил попытку. В июне 2018 года он был включён в заявку клуба «Барбарианс Франсез» на матчи против новозеландских клубов «Крусейдерс» и «Хайлендерс» из Супер Регби. В обеих играх он вышел в стартовом составе, однако оба матча «варвары» проиграли со счётом 26:42 «крестоносцам» и 10:29 «горцам». Свою вторую попытку он занёс в ворота англичан на «Туикенеме» во втором туре Кубка шести наций 2019 года, а третью — в ворота итальянцев в пятом туре. Перед началом чемпионата мира в Японии он занёс две попытки в контрольном матче против шотландцев 24 августа 2019 года.

## Стиль игры
Действуя в атаке, Дамьен Пено особенно эффективен в обыгрыше один-на-один, что стало одной из причин его задействования на флангах. Он способен развивать высокую скорость (около 37 км/ч), но благодаря физической мощи обладает преимуществом в единоборствах и борьбе за мяч. Недостатками его игры считаются нехватка навыков в обороне: особенно это ярко проявилось в игре против Англии в 2019 году, когда англичане попросту разнесли французскую оборону, пользуясь неопытностью защитников.
По мнению Тома Льевремона, Пено не унаследовал стратегический талант своего отца Алена — Дамьен, с его точки зрения, относится к таким игрокам, которые предпочитают не следовать тактическому рисунку игры и выступать в обороне, а ждут свободы действий, вследствие чего хотят получать мяч и искать пространство для атаки. Эта черта игры отразилась и на проблемах с дисциплиной, выливавшихся в серьёзные конфликты с ветеранами команды.

## Достижения

### Клубные
- Чемпион Франции: 2016/2017[фр.]
- Победитель Европейского кубка вызова: 2018/2019[фр.]
- Финалист Кубка европейских чемпионов: 2016/2017

### Личные
- Серебряный «Оскар»[фр.] 2019 года от журнала Midi Olympique[англ.][11]
- Ночь регби[фр.]: лучший игрок сборной Франции и Топ-14 сезона 2018/2019[12]

## Статистика

### Клубная
По состоянию на 23 декабря 2019
| Сезон                    | Клуб                     | Чемпионат | Чемпионат | Чемпионат | Еврокубки                   | Еврокубки | Еврокубки |
| Сезон                    | Клуб                     | Турнир    | Матчи     | Попытки   | Турнир                      | Матчи     | Попытки   |
| ------------------------ | ------------------------ | --------- | --------- | --------- | --------------------------- | --------- | --------- |
| 2015/2016                | Клермон Овернь           | Топ 14    | 1         | -         | Кубок европейских чемпионов | -         | -         |
| 2016/2017                | Клермон Овернь           | Топ 14    | 17        | 7         | Кубок европейских чемпионов | 3         | 1         |
| 2017/2018                | Клермон Овернь           | Топ 14    | 13        | 4         | Кубок европейских чемпионов | 5         | -         |
| 2018/2019                | Клермон Овернь           | Топ 14    | 18        | 9         | Европейский кубок вызова    | 6         | 5         |
| 2019/2020                | Клермон Овернь           | Топ 14    | 2         | 1         | Кубок европейских чемпионов | 1         | 1         |
| Итого в «Клермон Овернь» | Итого в «Клермон Овернь» | Топ 14    | 51        | 21        | Кубок европейских чемпионов | 15        | 7         |

### В сборной
| Номер | Дата            | Место                    | Противник | Турнир            | Итог      | Счёт  |
| ----- | --------------- | ------------------------ | --------- | ----------------- | --------- | ----- |
| 1     | 17 июня 2017    | Кингс Парк, Дурбан       | ЮАР       | Тест-матч         | Поражение | 37-15 |
| 2     | 10 февраля 2019 | Туикенем, Лондон         | Англия    | Кубок шести наций | Поражение | 44-8  |
| 3     | 16 марта 2019   | Олимпийский стадион, Рим | Италия    | Кубок шести наций | Победа    | 14-25 |
| 4     | 24 августа 2019 | Маррифилд, Эдинбург      | Шотландия | Тест-матч         | Поражение | 17-14 |
| 5     | 24 августа 2019 | Маррифилд, Эдинбург      | Шотландия | Тест-матч         | Поражение | 17-14 |
| 6     | 8 марта 2020    | Маррифилд, Эдинбург      | Шотландия | Кубок шести наций | Поражение | 28-17 |